# Сельское поселение Обшаровка
Сельское поселение Обшаровка — муниципальное образование в Приволжском районе Самарской области.
Административный центр — Обшаровка

## Известные люди
- Логунов Анатолий Алексеевич (1926—2015) — академик РАН, ректор МГУ с 1977 по 1992 годы.
- Петров(Скиталец) Степан Гаврилович  (1869—1941) — писатель.

## Административное устройство
В состав сельского поселения Обшаровка входят:
- село Нижнепечерское,
- село Обшаровка,
- село Тростянка,
- посёлок Гаркино,
- посёлок Золотая Гора.